# Росана
Роса̀на (на италиански: Rossana; на пиемонтски: Rossan-a, Росан-а, на окситански: Rousano, Роусано) е село и община в Северна Италия, провинция Кунео, регион Пиемонт. Разположено е на 535 m надморска височина. Населението на общината е 913 души (към 2014 г.).